# James Robertson Justice
Pour les articles homonymes, voir Justice (homonymie).
James Robertson Justice, né le 15 juin 1907 près de Lewisham, dans le sud de Londres, et mort le 2 juillet 1975 à Romsey (Royaume-Uni), est un acteur écossais. Il maîtrisait la langue française car sa gouvernante était française . Il aimait le tabac a sniffer.

## Biographie
Durant la guerre d'Espagne, il combattit dans les rangs républicains.

## Filmographie

### Télévision
- 1966 : Lucy in London

### Cinéma
- 1944 : For Those in Perilde Charles Crichton : Operations room officer
- 1944 : Fiddlers Three de Harry Watt : Centurion
- 1944 : Champagne Charlie de Alberto Cavalcanti : Patron
- 1946 : Appointment with Crime de John Harlow
- 1947 : Hungry Hill de Brian Desmond Hurst
- 1948 : Vice Versa de Peter Ustinov : Dr Grimstone
- 1948 : My Brother Jonathan de Harold French : Eugene Dakers
- 1948 : Les Guerriers dans l'ombre (Against the Wind) de Charles Crichton : Ackerman
- 1948 : Quartet de Ralph Smart : Branksome (segment The Facts of Life)
- 1948 : Scott of the Antarctic de Charles Frend : Petty Off. Edgar 'Taff' Evans
- 1949 : Private Angelo de Michael Anderson et Peter Ustinov : Feste
- 1949 : Stop Press Girl de Michael Barry : Mr. Peters
- 1949 : Poet's Pub de Frederick Wilson : prof. Benbow
- 1949 : Whisky Galore! de Alexander Mackendrick : Dr Maclaren
- 1949 : Christophe Colomb (Christopher Columbus) de David McDonald : Martin Pinzon
- 1950 : Blackmailed de Marc Allegret: Mr. Sine
- 1950 : Son grand amour (My Daughter Joy) de Gregory Ratoff : prof. Keval
- 1950 : The Black Rose de Henry Hathaway : Simeon Beautrie
- 1950 : Prelude to Fame de Fergus McDonell : Sir Arthur Harold
- 1950 : The Magnet de Charles Frend : Tramp
- 1951 : Pool of London de Basil Dearden : Engine Room Officer Trotter
- 1951 : Capitaine sans peur (Captain Horatio Hornblower R.N.) de Raoul Walsh : Seaman Quist
- 1951 : David et Bethsabée (David and Bathsheba) de Henry King : Abishai
- 1951 : La Flibustière des Antilles (Anne of the Indies) de Jacques Tourneur : Red Dougal
- 1952 : Miss Robin Hood de John Guillermin : The Macalister
- 1952 : The Lady Says No de Frank Ross : Matthew Hatch
- 1952 : Robin des Bois et ses joyeux compagnons (The Story of Robin Hood and His Merrie Men) de Ken Annakin : Little John
- 1952 : Les Misérables de Lewis Milestone : Robert
- 1952 : The Voice of Merrill de John Gilling : Jonathan
- 1953 : La Rose et l'Épée (The Sword and the Rose) de Ken Annakin : Henri VIII
- 1953 : Échec au roi (Rob Roy, the Highland Rogue) de Harold French : Duc Campbell, d'Argyll
- 1954 : Toubib or not Toubib (Doctor in the House) de Ralph Thomas : Lancelot Spratt
- 1955 : An Alligator Named Daisy de Jack Lee Thompson : Sir James Colebrook
- 1955 : Out of the Clouds de Basil Dearden : capitaine Brent
- 1955 : La Terre des pharaons (Land of the Pharaohs) de Howard Hawks : Vashtar
- 1955 : Doctor at Sea de Ralph Thomas : Capt. Hogg
- 1955 : Above Us the Waves de Ralph Thomas : Adm. Ryder
- 1955 : Les Quatre Plumes blanches (Storm Over the Nile) de Terence Young et Zoltan Korda : général Burroughs
- 1956 : Check Point de Ralph Thomas : Warren Ingram
- 1956 : Moby Dick de John Huston : capitaine Boomer
- 1956 : Whisky, vodka et jupon de fer (The Iron Petticoat) de Ralph Thomas: Colonel Sklarnoff
- 1957 : Souvenir d'Italie de Antonio Pietrangeli
- 1957 : Toubib en liberté (Doctor at Large) de Ralph Thomas : Sir Lancelot Spratt
- 1957 : The Living Idol de Albert Lewin : Doctor Alfred Stoner
- 1957 : Les Sept Tonnerres de Hugo Fregonese : Dr. Martout
- 1957 : La Vallée de l'or noir (Campbell's Kingdom), de Ralph Thomas : James MacDonald
- 1958 : Thérèse Étienne de Denys de La Patelliere : Anton Muller
- 1958 : Ordres d'exécution (Orders to Kill) de Anthony Asquith : Naval Commander
- 1959 : Entrée de service (Upstairs and Downstairs) de Ralph Thomas : Mansfield
- 1960 : La Peau d'un espion (Die Botschafterin) de Harald Braun : Robert Morrison
- 1960 : Foxhole in Cairo de John Moxey : Capt. Robertson
- 1960 : Doctor in Love de Ralph Thomas : Sir Lancelot Spratt
- 1960 : A French Mistress de Roy Boulting : Robert Martin Affectionately Known as 'Bow Wow'
- 1961 : Raising the Wind de Gerald Thomas : Sir Benjamin Boyd
- 1961 : Le Train de 16h50 (Murder She Said) de George Pollock : Ackenthorpe
- 1961 : Les Canons de Navarone (The Guns of Navarone) de Jack Lee Thompson : Commodore Jensen / Prologue Narrator
- 1961 : Le Prisonnier récalcitrant (Very Important Person) de Ken Annakin : Sir Ernest Pease KBE FRS / Lt. Farrow RN
- 1962 : Dr. Crippen de Robert Lynn : Capt. Kendall
- 1962 : Sept heures avant la frontière (Guns of Darkness) d'Anthony Asquith : Hugo Bryant
- 1962 : Le Repos du guerrier de Roger Vadim : Katov, Sculptor
- 1962 : A Pair of Briefs de Ralph Thomas : Mr. Justice Haddon
- 1962 : Crooks Anonymous de Ken Annakin : Sir Harvey Russelrod
- 1962 : Ah ! Quel châssis ! (The Fast Lady) : Charles Chingford
- 1963 : Father Came Too! de Peter Graham Scott : Sir Beverly Grant
- 1963 : Das Feuerschiff de Ladislao Vajda : Kapitän Freytag
- 1963 : Mystery Submarine de C.M. Pennington-Richards : RAdm. Rainbird
- 1963 : Docteur en détresse (Doctor in Distress) de Ralph Thomas : Sir Lancelot Spratt
- 1965 : Le Jour d'après (Up from the Beach) de Robert Parrish : British beachmaster
- 1965 : Ces merveilleux fous volants dans leurs drôles de machines (Those Magnificent Men in Their Flying Machines or How I Flew from London to Paris in 25 hours 11 minutes) : Narrator (voix)
- 1965 : You Must Be Joking! de Michael Winner : Librarian
- 1965 : Le Masque de Fu-Manchu (The Face of Fu Manchu) de Don Sharp : Sir Charles / Direktor Fortescu
- 1966 : Lange Beine – lange Finger de Alfred Vohrer : Sir Hammond
- 1966 : Doctor in Clover de Ralph Thomas : Sir Lancelot Spratt
- 1966 : La Planque (The Trygon Factor) de Cyril Frankel : Sir John - English Version
- 1967 : À cœur joie de Serge Bourguignon : McClintock
- 1968 : Histoires extraordinaires de Roger Vadim : Countess Advisor (segment Metzengerstein)
- 1968 : Mayerling de Terence Young : Edward, Prince of Wales
- 1968 : Chitty Chitty Bang Bang de Ken Hughes : Lord Scrumptious
- 1969 : Zeta One de Michael Cort : Maj. Bourdon
- 1969 : Some Will, Some Won't de Duncan Wood : Sir Charles Robson
- 1969 : L'enfer est vide (Hell Is Empty) : Angus McGee
- 1970 : Doctor in Trouble de Ralph Thomas : Sir Lancelot Spratt